# Ano Ko ni Touch
«Ano Ko ni Touch» (あの 娘 に タッチ Tocar esa chica?) es el undécimo sencillo por la banda japonesa The Blue Hearts y alcanzó el puesto # 24 en las listas de Oricon en 1991.

## Detalles
«Ano Ko ni Touch» fue lanzado como parte del álbum de The Blue Hearts quinto High Kicks, que fue lanzado poco después del sencillo el 21 de diciembre. El video promocional de la canción fue filmado en Los Ángeles.
El lado B, "Waa Waa" (わ ー わ ー), fue una versión en vivo de la grabación. Fue escrito por el guitarrista de la banda Mashima Masatoshi. Se desconoce si esta canción en realidad se grabó en un estudio, ya que sólo hay versiones de la misma que se han incluido en los discos.